# The Tender Years
The Tender Years é um filme de drama estadunidense dirigido por Harold D. Schuster e estrelado por Joe E. Brown, Richard Lyon, Noreen Nash, Charles Drake, Josephine Hutchinson e James Millican. Foi lançado em 3 de janeiro de 1948 pela 20th Century Fox.

## Elenco
- Joe E. Brown ...Rev. Will Norris
- Richard Lyon ...Ted Norris
- Noreen Nash ...Linda
- Charles Drake ...Bob Wilson
- Josephine Hutchinson ...Emily Norris
- James Millican ...Kit Barton
- James Millican ...Kit Barton
- Griff Barnett ...Sen. Cooper
- Jeanne Gail ...Jeanie
- Harry Cheshire ...Xerife Fred Ackley
- Blayney Lewis ...Frank Barton
- Jimmie Dodd ...Spike